# 離島委員會
離島委員會（簡稱離委會），指稱地區分別為連江縣、金門、澎湖縣。

## 成立背景
2016年6月24日立法院施政總質詢時，3位離島立委（國民黨籍的陳雪生、楊鎮浯、民進黨籍的楊曜）共同向行政院院長林全表示成立離島委員會，並與原民會、客委會的功能一樣；林全回應此牽扯到行政院組織法，恐怕短時間是不容易實現。

## 外部連結
Template:中華民國歷史事件